# Ratpenat frugívor centreamericà
El ratpenat frugívor centreamericà (Artibeus inopinatus) és una espècie de ratpenat estenodermatini que viu a El Salvador, Hondures i Nicaragua.